# Hymenophyllum denticulatum
Hymenophyllum denticulatum là một loài dương xỉ trong họ Hymenophyllaceae. Loài này được Sw. mô tả khoa học đầu tiên năm 1801.